# Bruna Dantas Lobato
Bruna Dantas Lobato (Natal, 11 de junho de 1991) é uma escritora, tradutora e romancista brasileira radicada nos Estados Unidos.
Suas traduções do português para o inglês incluem títulos da literatura brasileira como Morangos Mofados de Caio Fernando Abreu (indicado ao PEN Translation Prize), O avesso da pele de Jeferson Tenório (ganhador do English PEN Translates Award) e A palavra que resta de Stênio Gardel (ganhador do National Book Awards 2023 na categoria de literatura traduzida).
Além de seu trabalho na tradução, também possui obras autorais. Horas azuis, seu romance de estreia, será lançado em 2025 pela Companhia das Letras no Brasil (em sua própria tradução do inglês para o português) e pela Grove Atlantic nos EUA, dentre outros países. Seus contos autorais já foram publicados em diversas revistas internacionais, como The New Yorker, A Public Space, The Common, e Guernica Magazine.

## Biografia
Bruna Dantas Lobato nasceu em Natal, Rio Grande do Norte. Filha de mãe solo do interior da Paraíba, desde a infância apresentava gosto pela literatura e escrita criativa. Durante a adolescência estudou no Instituto Federal do Rio Grande do Norte, o qual finalizou no ano de 2010. Durante seus anos finais no ensino médio, participou do programa Jovens embaixadores, onde foi selecionada para fazer intercâmbio em Tulsa, Oklahoma. É Mestra em Criação Literária pela Universidade de Nova Iorque, Mestra em Tradução Literária pela Universidade de Iowa, e Bacharela em Literatura comparada pelo Bennington College. Atualmente atua como professora titular de criação literária na Grinnell College.

## Prêmios
- National Book Award 2023, vencedora na categoria Literatura Traduzida com sua tradução para o inglês de "A palavra que resta" ("The Words that Remain") de Stênio Gardel.[11]
- PEN Translation Prize 2023 da PEN America, nomeada pela tradução de "Morangos Mofados" ("Moldy Strawberries") de Caio Fernando Abreu.[12]
- English PEN Translates Award 2023, vencedora com o livro "O avesso da pele" ("The Dark Side of Skin") de Jeferson Tenório.[13]